# Мумін ібн Ахмад
Мумін ібн Ахмад (д/н — бл. 985/988) — 5-й емір Волзької Болгарії у 976—985/988 роках. Відомий також як Мумін аль-Хасан.

## Життєпис
Походив з династії Дуло. Онук еміра Алмиша, син Ахмада, еміра Сувара. Мав також булгарське ім'я — Тімар. Після захоплення влади братом Талібом у 964 році призначається намісником Великого Болгара. Проте згодом повстав проти брата, якого переміг 976 року. За цим об'єднав Болгарський і Суварський емірати, провівши адміністративну реформу, яка зміцнила державу. Завершив ісламізацію суварів. Проте південні булгари чинили спротив наверненню до ісламу. Крім того, було створено професійну армію на чолі із сардармо карсибая (головнокомандувачем), якому підпорядковувалися курсибая провінцій (вілайєтів).
985 року проти Муміна виступив великий князь Київський Володимир Святославич, якому на допомогу прийшли війська огузів зі сходу. Війна тривала з перемінним успіхом і незабаром обидві сторони погодились на мир. Умови його влаштовували більше булгар, бо булгари клялися, що «тогда не буди межди нами мира, егда камень начнет по воде плавати, а хмель погрязнути». Мир із Булгарією скріпили шлюбом доньки Муміна з Володимиром.
Невдовзі після того Мумін відрядив посольство на чолі з Якубом, який запропонував Володимиру Святославичу навернутись у мусульманську віру. Згідно з твердженнями Омеляна Пріцака, той під впливом дружини-булгарки спочатку погодився, але за рік перейшов до християнства.
Забезпечення мирних відносин з Київською Руссю сприяв зміцненню політичного становища Волзької Болгарії. Також перестала існувати тривала загроза — Хозарський каганат. Це дозволило Муміну розширити свій вплив на південь течією Волги та на північ серед племен хантів і мансі, звідки булгарські купці стали вивозити в значній кількості хутро.
Помер близько 985/988 року. Йому спадкував син Абд ар-Рахман.